# Pravin Gordhan

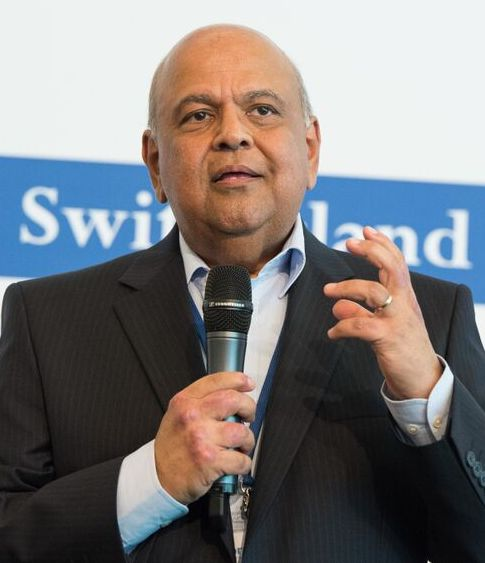
Pravin Gordhan (2015)

Pravin Jamnadas Gordhan (* 12. April 1949 in Durban; † 13. September 2024 in Johannesburg) war ein südafrikanischer Politiker (ANC). Er war von 2009 bis 2014 Finanzminister und hatte dieses Amt erneut von Dezember 2015 bis März 2017 inne. Von Februar 2018 bis 2024 war er Minister für Staatsbetriebe (Minister of Public Enterprises).

## Leben
Gordhan entstammte einer indischstämmigen Familie. Seine Eltern waren Rumbha und Jamnadas Gordhan und er wuchs mit drei weiteren Geschwistern auf. Zunächst besuchte er die Surat Hindu State Aided School und wechselte dann an das Sastri College, wo er 1967 sein Matric absolvierte. Schon in seinen späten Schuljahren entwickelte er ein Bewusstsein für die defizitäre Menschenrechtslage in seiner Heimatstadt.
Seit 1967 studierte Gordhan Pharmazie an der University of Durban-Westville und schloss dieses Studium 1973 mit einem Bachelor of Pharmacy ab. Hier engagierte er sich seit 1971 im Student’s Representative Council (SRC), der unter seiner Mitwirkung ein eigenes Statut erhielt. Im Anschluss seines Studiums war er zwischen 1974 und 1981 als Apotheker im King Edward VIII Hospital von Durban tätig. Nachdem er bereits 1971 bis 1972 Kontakte mit Mitgliedern des Natal Indian Congress (NIC) knüpfte, wurde er 1974 in dessen Exekutivrat gewählt. Die Tätigkeit als Apotheker verlor er wegen seines politischen Engagements und in Folge einer damit verbundenen Haft auf Betreiben der Natal Provicial Administration. Nach seiner Freilassung im Mai 1982 hatte er mit der behördlichen Bannungsverfügung zu kämpfen, die bis Juni 1983 wirkte. Auf Grundlage dieser war es ihm verboten, das Stadtzentrum von Durban zu betreten. Während dieser Zeit arbeitete er als Vertreter eines Apothekers.
Während dieser Zeit machte er die Bekanntschaft von ehemaligen politischen Gefangenen, wie Mandla Judson Kuzwayo, Jacob Zuma und Mac Maharaj, die zuvor auf Robben Island inhaftiert waren. Am 20. März 1980 gründete sich aus mehreren Aktivistengruppen das Durban Housing Action Committee, wofür er als Sekretär gewählt wurde. Die Unzufriedenheit mit den Lebensverhältnissen in Durban wuchs zu dieser Zeit stark an und es gab mehrere Massendemonstrationen. Eine einschneidende Gegenreaktion war ein sechswöchiger Mietzahlungsboykott, der das damalige Durban City Council zu Verhandlungen mit den Akteuren zwang. In dieser Zeit unterstützte Gordhan auch die in seiner Stadt angelaufenen Kampagnen des Release Mandela Committee. Im Jahr 1981 schloss er sich den Protestaktionen gegen die Wahl des von der Apartheidregierung geschaffenen South African Indian Council an, der von Beginn seiner Existenz als verwerfliche Kollaborationsinstitution betrachtet wurde und nur auf wenig Unterstützung unter der meist armen indischstämmigen Bevölkerung bauen konnte. Nachdem im November 1981 der Menschenrechtsaktivist Griffiths Mxenge einem Mordattentat durch Mitarbeiter des Vlakplaas zum Opfer fiel, beteiligte sich Gordhan an den Vorbereitungen zum Begräbnis und am Entwurf eines Flugblattes in der Sache. Am 27. November, ein Tag nach der Beisetzung, wurden er sowie weitere Beteiligte verhaftet und nach section 6 des Terrorism Act (Act No. 83/1967) in Isolationshaft genommen.
Danach, ab 1984, engagierte sich Gordhan für den Natal Indian Congress als Freiwilliger in Vollzeit für die Kampagne gegen das neue Dreikammerparlament Südafrikas. 1985 eröffnete er eine eigene Apotheke, musste jedoch Mitte 1986 wegen seines Engagements in der Anti-Dreikammerparlament-Kampagne und des bevorstehenden Ausnahmezustands im Land in den Untergrund gehen. Dort verblieb er bis zu seiner Inhaftierung am 12. Juli 1990 auf der Basis des Internal Security Act. Zwischenzeitlich hatte sich Gordhan zu einer organisatorischen Schlüsselperson für das inländische ANC-Kommunikationsnetzwerk entwickelt.
Gordhans Wirken im Untergrund bildet eine lange Periode seines politischen Engagements. Er war bereits seit 1974 und bis 1990 Exekutivmitglied des Natal Indian Congress sowie zwischen 1977 und 1990 Mitglied des African National Congress (ANC). Ebenso in den 1970er Jahren begann seine Mitwirkung in der South African Communist Party. In Durban setzte sich Gordhan für die Demokratisierung des gesellschaftlichen Umfelds ein. In dieser Rolle betätigte er sich als Vizevorsitzender der Bürgerrechtsorganisation Southern Natal Civic Association.
Während der Zeit des Umbruchs und der Verhandlungen zur Beendigung der Apartheid in Südafrika engagierte sich Gordhan in zahlreichen Organisationen und Institutionen und war unter anderem zwischen 1991 und 1994 Vorsitzender der Convention for a Democratic South Africa (CODESA) und 1993 Mitvorsitzender der Mehrparteienkonferenz in Johannesburg zur Beendigung der Apartheid und im Anschluss von 1993 bis 1994 Co-Vorsitzender des Übergangsexekutivrates zur Überwachung und Organisation des Machtwechsels.
Bei den ersten freien Wahlen wurde er 1994 als Kandidat des ANC zum Mitglied der Nationalversammlung gewählt und gehörte dieser bis 1998 an. Während dieser Zeit war er zwischen 1995 und 1997 auch Mitglied des Universitätsrates der University of Durban-Westville. Ferner war er von 1996 bis 1998 Vorsitzender des Verfassungsausschusses der Nationalversammlung.
Nach seinem Ausscheiden aus dem Parlament wurde er 1998 zunächst stellvertretender Leiter (Deputy Commissioner) sowie 1999 Leiter (Commissioner) der südafrikanischen Steuerbehörde South African Revenue Services (SARS). Diese Position bekleidete er zehn Jahre lang bis 2009 und war während dieser Zeit zwischen 2000 und 2006 auch Vorsitzender der Weltzollorganisation (WZO).
Im März 2009 beendete Gordhan an der Free State Central University of Technology seine Dissertation mit einem DTech (Doctor of Technology) im Fach Business Administration.

### Minister im Kabinett Zuma

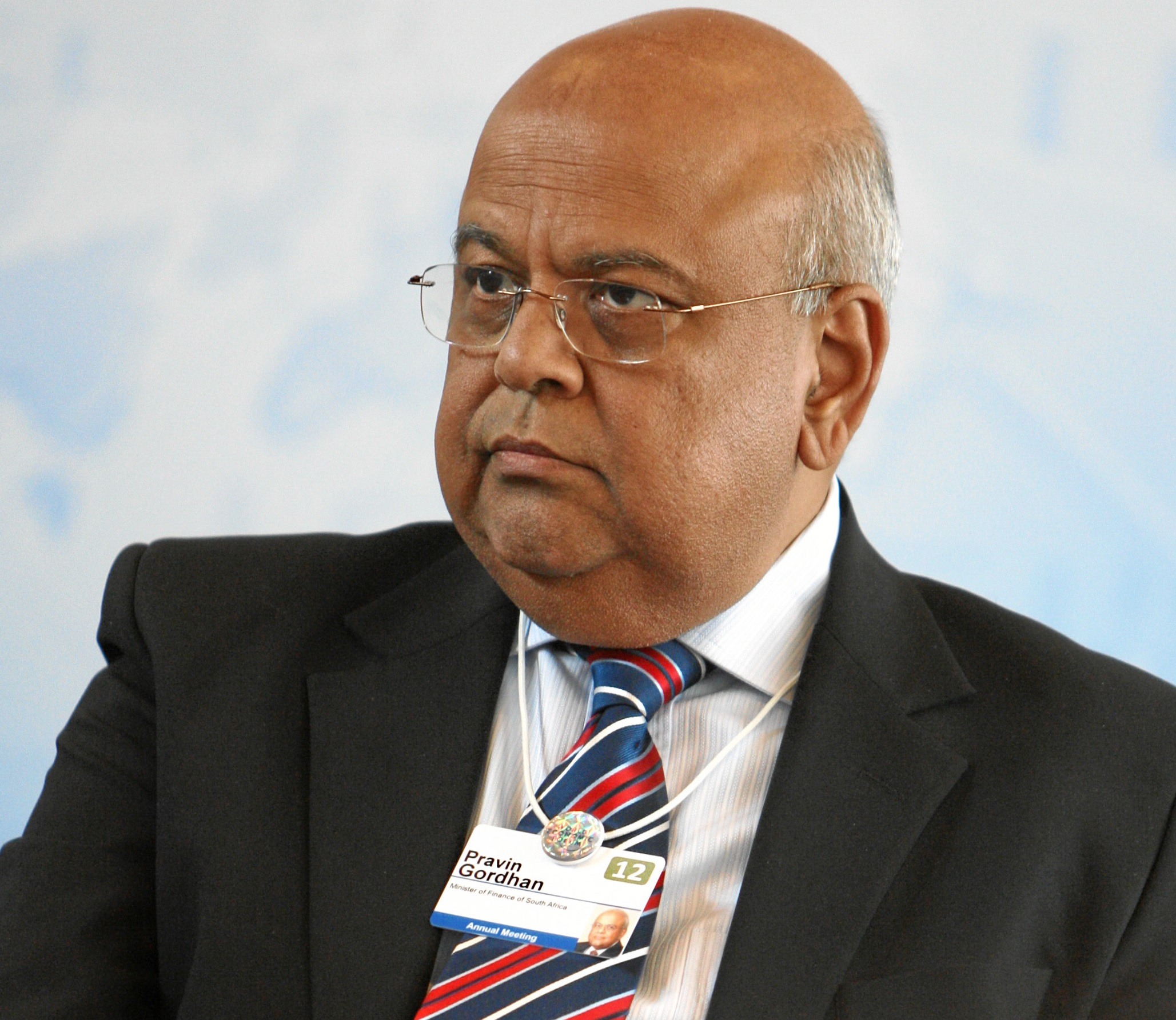
Gordhan während des WEFs 2012

Nach der Wahl von Jacob Zuma zum neuen Staatspräsidenten Südafrikas, wurde Gordhan von diesem am 10. Mai 2009 zum Finanzminister im Kabinett Zuma ernannt. In dieser Funktion folgte er Trevor Manuel, der wiederum in der Präsidentenverwaltung Minister mit Zuständigkeit für die Nationale Planungskommission wurde.
Bei der Haushaltseinbringung wurde Gordhan vom damaligen Vorsitzenden der ANC Youth League, Julius Malema, angegriffen. Dieser warf ihm vor, bei den Haushaltsplanungen gegen die Parteipolitik zu verstoßen und die Bedürfnisse von Kindern und Jugendlichen nicht ausreichend zu berücksichtigen. Der Budgetentwurf und die Planungen Gordhans erhielten allerdings die Unterstützung und Rückendeckung des Nationalen Exekutivrates des ANC sowie des Congress of South African Trade Unions (COSATU), dem größten Gewerkschaftsdachverband Südafrikas. 2014 wurde er nach den Parlamentswahlen als Finanzminister durch Nhlanhla Nene abgelöst. Er erhielt im neuen Kabinett einen Posten als Minister of Cooperative Governance and Traditional Affairs (etwa: „Minister für kooperative Regierungsführung und traditionelle Angelegenheiten“).
Am 13. Dezember 2015 wurde Gordhan erneut Finanzminister. Er tauschte das Ressort mit David van Rooyen, der nur vier Tage zuvor ernannt worden war.
Im Februar 2016 wurde Gordhan vom Directorate for Priority Crime Investigation (DPCI), auch Hawks, einer Einheit des South African Police Service, beschuldigt, sich mit der Einrichtung einer verdeckt ermittelnden Einheit im SARS im Jahr 2007 ungesetzlich verhalten zu haben. Gordhan wies die Vorwürfe zurück. Im August 2016 wurde er zu einer Vernehmung vorgeladen. Die südafrikanischen Finanzmärkte reagierten negativ. Gordhan verfolgte einen Stabilisierungskurs und stand damit im Gegensatz zur Linie von Präsident Zuma, der unter anderem eine Privatisierung von Staatsunternehmen anstrebte und als Urheber der polizeilichen Verfolgung Gordhans angesehen wird. Am 11. Oktober 2016 wurde er von einem Staatsanwalt angeklagt, 20 Tage später wurde die Anklage fallengelassen.

### Entlassung und Rückkehr ins Kabinett
Zuma entließ am 31. März 2017 Gordhan im Rahmen einer Kabinettsumbildung zusammen mit acht anderen Ministern und zahlreichen stellvertretenden Ministern. Er wurde durch den bisherigen Innenminister Malusi Gigaba ersetzt. Dabei wurde ein Zusammenhang mit den Korruptionsvorwürfen gegen Zuma vermutet. Gordhan galt bei vielen Investoren als Garant der Stabilität für die Wirtschaft des Landes. Die südafrikanische Währung Rand verlor daher nach Bekanntwerden seiner Entlassung an Wert. Am 26. Februar 2018 nahm ihn der neugewählte Präsident Cyril Ramaphosa als Minister für die Staatsbetriebe (Minister of Public Enterprises) in sein Kabinett auf. Er gehört in dieser Position auch dem 2019 gebildeten Kabinett Ramaphosa II an.
Im Juli 2019 beschuldigte ihn auch die Public Protector Busisiwe Mkhwebane, in seiner Zeit als Finanzminister eine illegale verdeckt ermittelnde Einheit innerhalb des SARS aufgebaut zu haben. Sie verlangte eine entsprechende Reaktion Ramaphosas innerhalb von 30 Tagen. Gordhan nannte die Anklage fehlerhaft.
Gordhan starb im September 2024.

## Ehrungen
- Mai 2007: Universität von Südafrika, Ehrendoktortitel im Fach Handelsbetriebslehre.[4]
- Juni 2007: Universität Kapstadt, Ehrendoktortitel im Fach Rechtswissenschaften.[4]
- 2009: Central University of Technology, Ehrendoktortitel
- 2010: Pravasi Bharatiya Samman des indischen Staates
- 2018: Henley Business School, Reading, Ehrendoktortitel
- 2019: Padma Bhushan des indischen Staates